# Beate Böhlendorf-Arslan
Beate Böhlendorf-Arslan ist eine deutsche Christliche Archäologin und Byzantinistin. Seit 2017 ist sie Professorin für Christliche Archäologie und Byzantinische Kunstgeschichte an der Philipps-Universität Marburg.

## Leben
Von 1988 bis 1994 studierte sie Vor- und Frühgeschichte, Urgeschichte, vorderasiatische Archäologie sowie christliche Archäologie und byzantinische Kunstgeschichte in Heidelberg, Istanbul und Tübingen, wo sie die Magisterarbeit zur „Byzantinischen Siedlung auf dem Beşiktepe (Türkei)“ schrieb. Ab 1989 nahm sie an diversen Ausgrabungen und Surveys in der Türkei und in Deutschland teil. Von 1994 bis 1995 war sie wissenschaftliche Angestellte am Landesamt für Archäologie Sachsen / Landesmuseum für Vorgeschichte Dresden. Von 1995 bis 1999 absolvierte sie ein Promotionsstudium in Heidelberg. (Dissertation über die „Byzantinische und in der byzantinischen Tradition stehende Keramik in Türkisch-Thrakien und der Türkei“). Ab 1995 dokumentierte sie byzantinische Keramik in Berlin, Istanbul sowie in weiteren deutschen und türkischen Museen. Von 2001 bis 2004 war sie Dozentin im Fach Byzantinische Archäologie der Abteilung Kunstgeschichte an der Çanakkale Onsekiz Mart Üniversitesi. Von 2005 bis 2007 lehrte sie als Assistenz-Professorin des Fachs Byzantinische Archäologie der Abteilung Kunstgeschichte in Çanakkale und leitete die Abteilung Mittelalterarchäologie. Von 2008 bis 2010  war sie wissenschaftliche Angestellte in der Abteilung Christliche Archäologie und byzantinische Kunstgeschichte an der Albert-Ludwigs-Universität Freiburg und Erasmus-Koordinatorin. 2011 war sie wissenschaftliche Koordinatorin des Studiengangs Archäologie und Cultural Heritage der Türk-Alman Üniversitesi, angestellt an der Universität Heidelberg.  2012 war sie wissenschaftliche Angestellte am RGZM, WissenschaftsCampus Mainz: Byzanz zwischen Orient und Okzident. Von 2012 bis 2013 war sie wissenschaftliche Angestellte in der Abteilung Christliche Archäologie und Byzantinische Kunstgeschichte der Universität Mainz. Von 2013 bis 2017 war sie wissenschaftliche Angestellte am Römisch-Germanischen Zentralmuseum Mainz, WissenschaftsCampus Mainz: Byzanz zwischen Orient und Okzident. Nach der Erteilung der Venia Legendi 2015 der Christlichen Archäologie und Byzantinischen Kunstgeschichte in Mainz (Habilitationsschrift: „Die mittelbyzantinische Siedlung in Boǧazköy. Fallstudie zum Alltagsleben in einem anatolischen Dorf zwischen dem 10. und 12. Jahrhundert“) vertrat sie ab Sommersemester 2016 den Lehrstuhl Christliche Archäologie und Byzantinische Kunstgeschichte in Freiburg im Breisgau. Ab Wintersemester 2017 lehrt sie als Professorin für Christliche Archäologie und Byzantinische Kunstgeschichte an der Universität Marburg.
Ihre Forschungsschwerpunkte sind spätantike und byzantinische Siedlungsarchäologie, Veränderungen der mediterranen Stadt, Dorf und Landschaft vom 3. bis 15. Jh., Sepulkralkultur in Byzanz, Handel und Warenaustausch in der Spätantike und Byzanz, byzantinische Keramik und Kleinfunde (Objekte des täglichen Bedarfs: Geräte und Werkzeuge, Waffen, Glas, Schmuck, Münzen etc.) und Alltag in Byzanz.

## Schriften (Auswahl)
- Die glasierte byzantinische Keramik aus der Türkei. Istanbul 2004.
- mit Ali O. Uysal und Johanna Witte-Orr: Çanak. Late Antique and Medieval Pottery and Tiles in Mediterranean Archaeological Contexts / Akdeniz Çevresindeki Arkeolojik Kazılarda Ele Geçen Geç Antik ve Ortaçağ Seramiği ve Mimar Seramiği. Proceedings of the Symposium held in Çanakkale / Turkey, 31.5. – 3.6.2005, Byzas 7. Istanbul 2007.
- mit Nurettin Arslan: Assos. Living in the Rocks. Istanbul 2010.
- mit Alessandra Ricci: Byzantine Small Finds in Archaeological Contexts. Proceedings of a Workshop held in Istanbul, 2.–4.6.2008, Byzas 15. Istanbul 2012.
- Die spätantike, byzantinische und postbyzantinische Keramik. Bestandskataloge Band 4. Staatliche Museen zu Berlin – Stiftung Preußischer Kulturbesitz. Skulpturensammlung und Museum für Byzantinische Kunst. Wiesbaden 2013.
- Die Oberstadt von Ḫattuša. Die mittelbyzantinische Siedlung in Boğazköy. Fallstudie zum Alltagsleben in einem anatolischen Dorf zwischen dem 10. und 12. Jahrhundert. Boǧazköy-Ḫattuša, Ergebnisse der Ausgrabungen 26. Berlin 2019.